# Saint-Julien-le-Pèlerin
Saint-Julien-le-Pèlerin is een gemeente in het Franse departement Corrèze (regio Nouvelle-Aquitaine) en telt 145 inwoners (2005). De plaats maakt deel uit van het arrondissement Tulle.

## Geografie
De oppervlakte van Saint-Julien-le-Pèlerin bedraagt 15,3 km², de bevolkingsdichtheid is 9,5 inwoners per km².
De onderstaande kaart toont de ligging van Saint-Julien-le-Pèlerin met de belangrijkste infrastructuur en aangrenzende gemeenten.

## Demografie
Onderstaande figuur toont het verloop van het inwonertal (bron: INSEE-tellingen).